# Julio Iglesias de la Cueva
|  | Per a altres significats, vegeu «Julio Iglesias (desambiguació)». |

Julio José Iglesias de la Cueva (Madrid, 23 de setembre de 1943) és un cantant, exfutbolista, advocat i empresari espanyol.
Va néixer a Madrid el 1943 en una família d'ascendència gallega, fill de Julio Iglesias Puga i María del Rosario de la Cueva. Durant la seva joventut va compaginar els estudis de Dret amb el futbol, fitxat com a porter del juvenil B del Reial Madrid. Tanmateix, el 22 de setembre de 1962 un accident automobilístic frustrà la seva carrera professional, i fins i tot es creia que quedaria paralític.
Abatut per l'accident, va començar a tocar la guitarra que li va regalar Eladio Madaledo, l'infermer que va tenir cura d'ell, perquè exercités els dits, i després va començar a escriure poemes que musicà amb la guitarra. El seu primer gran èxit va ser el seu triomf al Festival de Benidorm el 1968 amb La vida sigue igual i després va obtenir fama internacional el 1970 amb la seva participació, tot i que no guanyar, al Festival d'Eurovisió amb Gwendolyne. Fou acceptat pel públic d'Europa i d'Amèrica, i enregistrà discos en diversos idiomes.
Instal·lat a Miami el 1978 va ser contractat per la multinacional CBS. L'any 1994, enregistrà Crazy i l'any següent La carretera, que va obtenir cinc discos de platí. Publicà el disc Mi vida: grandes éxitos el 1998, Noche de cuatro lunas el 2000, Divorcio el 2003, i Romantic Classics el 2006.

## Discografia
| - Yo Canto (1969) - Gwendolyne (1970) - Por una mujer (1972) - Soy (1973) - Und das Meer singt sein Lied (1973) - A Flor de Piel (1974) - A Mexico (1975) - El Amor (1975) - America (1976) - En El Olympia (1976) - Se mi lasci, non vale (1976) - Schenk mir deine Liebe (1976) - A mis 33 años (1977) - Sono Un Pirata, Sono Un Signore (1978) - Emociones (1978) - Aimer La Vie (1978) - Innamorarsi alla mia età (1979) - A Vous Les Femmes (1979) |  | - Hey! (1980) - Sentimental (1980) - Amanti (1980) - De niña a mujer (1981) - Fidèle (1981) - Zartlichkeiten (1981) - Minhas canções preferidas (1981) - Momentos (1982) - Momenti (1982) - Et l'amour créa la femme (1982) - In Concert (1983) - Julio (1983) - 1100 Bel Air Place (1984) - Libra (1985) - Un Hombre Solo (1987) - Tutto L'Amore Che Ti Manca (1987) - Non Stop (1988) - Raíces (1989) |  | - Latinamente (1989) - Starry Night (1990) - Calor (1992) - Anche senza di te (1992) - Crazy (1994) - La Carretera (1995) - Tango (1996) - My Life: The Greatest Hits (1998) - Noche de Cuatro Lunas (2000) - Una Donna Può Cambiar la Vita (2001) - Ao Meu Brasil (2001) - Divorcio (2003) - Love Songs (2003) - En Français (2004) - Love Songs - Canciones de amor (2004) - L'homme que je suis (2005) - Romantic Classics (2006) - Quelque chose de France (2007) |